# Romolo ed Ersilia (Hasse)
Romolo ed Ersilia ist eine barocke Oper in drei Akten, die die österreichische Kaiserin Maria Theresia zur Hochzeit ihres Sohnes Erzherzog Leopolds mit Infantin Maria Ludovica von Spanien bei dem Librettisten barocker opere serie Pietro Metastasio und dem bekannten deutschen Barockkomponisten neapolitanischer Schule Johann Adolph Hasse in Auftrag gegeben hat.

## Vorgeschichte
Johann Adolph Hasse war zu Lebzeiten ein höchstgeschätzter deutscher Barockkomponist und zeichnete – nach langen erfolgreichen Jahren in Italien, insbesondere Neapel und Venedig – fast drei Jahrzehnte hauptverantwortlich für das reichhaltige Musikleben der sächsischen Kurfürsten und Könige von Polen in Dresden (und Umgebung) und Warschau. Mit Ausbruch des Siebenjährigen Krieges 1756 und der damit einhergehenden Besetzung Dresdens durch die Preußen verließ nicht nur der Hofstaat, sondern natürlich auch die Mehrzahl des künstlerischen Ensembles Dresden. Hasse und seine Gattin Faustina verlagerten ihren Lebensmittelpunkt zunächst wieder in Richtung Italien, kamen dann aber immer wieder mit dem Kaiserhof in Wien in Berührung. Dort waren weder er, dessen Opern schon in den 1720ern dort aufgeführt worden (ohne das dies heißen musste, Hasse sei damit speziell beauftragt worden), noch seine Frau Faustina Bordoni (die 1726 ein längeres Gastspiel dort absolvierte und zumindest mit dem Kaiserlichen Gesandten in Venedig in Kontakt blieb) Unbekannte. Noch viel enger als die Beziehung zu Kaiserin Maria Theresia war der Kontakt zum Kaiserlichen Hofpoeten Pietro Metastasio, quasi dem Librettisten der barocken opera seria des 18. Jahrhunderts, dessen fast sämtliche Werke Hasse (nicht immer als erster) vertont hatte und mit dem er in Briefkontakt stand.
Im Zuge der klugen Heiratspolitik des Hauses Habsburg sollte 1765 ihr Sohn Erzherzog Leopolds die spanische Königstochter Maria Ludovica von Spanien heiraten und als Hochzeitsstadt wurde diesmal nicht Wien selbst gewählt, sondern die Tiroler Landeshauptstadt Innsbruck. Damit einher ging eine umfassende Renovierung der Innsbrucker Hofburg, auch der gesamten Stadt (zum Beispiel die Errichtung einer Straßenbeleuchtung), sowie noch weit mehr eine quasi Wiederinstandsetzung der Innsbrucker Hofoper. Als eine der zahlreichen Festivitäten rund um diese Hochzeit wurde bei Metastasio und Hasse eine Festoper in Auftrag gegeben.

## Libretto
Als Sujet wählte Metastasio etwas sehr passendes: nämlich die Befriedungsversuche Romolus’, des sagenhaften Begründers und ersten Herrschers von Rom, mit den um Rom siedelnden Völkern durch Verheiratung mit ihnen. Zwar ging es im Mythos vom Raub der Sabinerinnen der den Hintergrund der Handlung bildet, darum, den Frauenmangel in Rom zu beheben, der dadurch entstanden war, dass zu viel männliche Flüchtlinge und Zugezogene in Rom waren, aber ansonsten stimmt Metastasios Libretto mit dem Mythos überein: eine nach der anderen sollen sich die Sabinerinnen überzeugen lassen haben.

## Handlung
Die Oper beginnt mit einer römisch-sabinischen Massenhochzeit und einem entsprechenden Jubelchor auf ebenso fruchtbare wie friedliche binationale Ehen. Beobachter dieses Spektakels sind neben Romolus zwei Sabinerinnen: Valeria und die unnahbare Ersilia, die sich einer Heirat mit Romolus kategorisch verweigert. Die Ablehnung Romolus zu ehelichen kommt natürlich weniger von Ersilia selbst, sondern vielmehr von ihrem Vater, einem der Feinde Roms. Der hatte seiner Tochter kategorisch verboten, einen Römer zu heiraten, und bleibt, im Laufe der Oper, zunehmend zum Verdruss der Tochter, bei dieser kategorischen Ablehnung, die aber auf einer allgemein ablehnenden Grundhaltung beruht und nicht auf einer persönlichen Bekanntschaft mit Römern oder Romolus im Speziellen.
Seine Tochter Ersilia ist die eigentliche Hauptfigur der Oper, zumindest musikalisch. Die ursprünglich die Rolle interpretierende Anna Lucia De Amicis muss wohl eine überaus talentierte Dame mit beeindruckenden gesanglichen Fähigkeiten gewesen sein. Jedenfalls stellen ihre Arien höchstakrobatische Anforderungen.
Zusammen mit Ersilia ist deren Freundin Valeria nach Rom gekommen, eine traumatisierte Sabinerin. Ihr Trauma beruht auf ihrer unglücklichen Liebe zu Acronte, einem Feind Roms und Romolos, der – neben seiner Feindschaft zu Rom – wohl vor allem Schürzen hinterherjagt. Einerseits kommt Valeria nicht von Acronte los, ist andererseits aber auch nicht gewillt, Acrontes Schmeicheleien und Beschwichtigungsversuchen aufzusitzen, sondern gibt textlich reichlich Paroli. Ihre Verzweiflungsarie zum Thema „Ich hasse den Verrat, aber ich hasse den Verräter“ im ersten Akt („Si, m’inganni, e pure, oh Dio“, I,8) und mehr noch ihre Erkenntnisarie, dass sich zu verlieben schnell geht, aber über eine enttäuschte oder beendete Liebe hinwegzukommen lange dauert („un istante al cor talora basta sol per farsi amante“, III,6), bilden wahre Highlights der Oper.
Acronte bleibt der einzige Bösewicht in diesem Stück (und sang, man beachte, nicht wie üblich Bass, sondern Sopran!): nachdem Romolus ihm, der ihm von seinen Wachen zur Verurteilung vorgeführt wird, (sehr zu deren Missfallen und Verwunderung) die Freiheit schenkt, hat der nichts Besseres zu tun, als Romolus zu beschimpfen und ihm zu drohen. Auch diese gewaltige Rachearie auf Romolo („Sprezzami pur per ora“, II,7) ist Hasse sehr gelungen und von ihm offensichtlich einem talentierten Kastraten auf den Leib geschrieben worden. In der bald folgenden Schlacht wird Acronte von Romolo getötet und sein Leichnam mit aus der Schlacht gebracht.
Während die Befriedung der einen, von Acronte angeführten Feinde, die im Stück Cerenesi genannt werden, zwangsweise militärisch stattfindet, sucht Romolus mit Ersilias Vater Curzio trotz dessen kategorischer Ablehnung zu einer Verständigung zu gelangen. Bis kurz vor dem Ende ist Curzio jedoch ein zweiter Bösewicht im Stück, zwingt er nicht nur sein Volk zu einer dann unabwendbaren kriegerischen Auseinandersetzung mit Rom, sondern verweigert er seiner sich mehr und mehr verliebenden Tochter seine Zustimmung zu dem eigentlich sehr willkommenen Ehebund mit Romolus. Erst als er bei der Entführung Ersilias aufgegriffen und vor Romolus geführt wird, sein Todesurteil erwartend, von diesem aber generös frei- und ziehen gelassen wird, „bekehrt“ ihn: er verzichtet auf den Krieg mit Rom und gibt Romolus seine – glückliche – Tochter zur Frau.
Bleibt eine letzte Nebenhandlung und -figur zu benennen: Ostilio, römischer Patrizier, Freund Romolus’. Er ist eigentlich in Valeria verliebt. Da Romolus aber durch Ersilias Weigerung ihn zu ehelichen ziemlich getroffen und handlungsgehemmt ist, bittet er Ersilia, sie möge doch, wenn sie schon Romolus nicht heiraten könne, ihm doch wenigstens nahelegen, dass er ihre Freundin Valeria heiraten solle. Auch er will also generös auf seine Liebe verzichten, was nun wieder von Valeria (obwohl sie ihn ja gar nicht will) bissig kommentiert wird.
Am Ende jedenfalls haben die beiden Hauptfiguren zueinander gefunden und feiern ihre Hochzeit. Der Chor des Volkes wünscht dem Brautpaar alles Gute bzw. wendet sich in einem Bittgesang an die Götter, sie mögen die „Tage eines so edlen Paares reich an Wonne (machen), denn im Himmel selbst ward das Band der Herzen geknüpft“.

## Die Uraufführung 1765
Die Uraufführung fand anlässlich der Heirat Leopolds mit Maria Ludovica am 6. August 1765 in der frisch renovierten Hofoper in Innsbruck statt und wurde noch zweimal wiederholt. Die Rollen waren dabei wie folgt besetzt:
- Romolo – Gaetano Guadagni (Orfeo in Glucks Orfeo in Wien 1762)
- Ersilia – Anna Lucia De Amicis
- Valeria – Maria Teresa Sartori
- Ostilio – Luca Fabris
- Curzio – Domenico Panzacchi
- Acronte – Porfirio Pacchiarotti

## Moderne Aufführungen
Die Innsbrucker Festwochen der Alten Musik brachten die in ihrer Stadt uraufgeführte Hochzeitsoper knapp 250 Jahre danach, im August 2011, wieder auf die Bühne. Dabei sangen:
- Romolo – Marina de Liso
- Ersilia – Eleonora Buratto
- Valeria – Robin Johannsen
- Ostilio – Netta Or
- Curzio – Johannes Chum
- Acronte – Paola Gardina

Als Orchester spielte Café Zimmermann. Die musikalische Leitung lag bei Attilio Cremonesi, Regie führte Aniara Amos.
Die Premiere am 26. August 2011 wurde vom Kulturradio des ORF Ö1 mitgeschnitten und am 27. August 2011 in voller Länge ausgestrahlt.